# Tordellego
Tordellego es un municipio y localidad española de la provincia de Guadalajara, en la comunidad autónoma de Castilla-La Mancha. El término municipal tiene una población de 40 habitantes (INE 2024).

## Historia
A mediados del siglo XIX, el lugar contaba con una población censada de 216 habitantes. La localidad aparece descrita en el decimoquinto volumen del Diccionario geográfico-estadístico-histórico de España y sus posesiones de Ultramar de Pascual Madoz de la siguiente manera:

TORDELLEGO: l. con ayunt. en la prov. de Guadalajara (24 leg.), part. jud. de Molina (4), aud. terr. de Madrid (34), c. g. de Castilla la Nueva, dióc. de Sigüenza (16): sit. entre cerros, en terreno quebrado, su clima es frio y las enfermedades mas comunes, reumas, fiebres catarrales y alguna intermitente: tiene 83 casas; la consistorial que sirve de cárcel; escuela de instruccion primarla frecuentado por 25 alumnos dotada con 500 rs.; otra de niñas á la que asisten 20 discípulas, y la maestra percibe 22 fan. de centeno; hay 2 fuentes de esquisitas aguas; y una igl. parr. (Sto. Tomás Apóstol) servida por un cura y un sacristan. térm.: confina con los de Morenilla, Adoves, Setiles, Tordesilos y Piqueras: el terreno en su mayor parte quebrado, es de mediana calidad; tiene buen monte poblado de encina. caminos: los que dirigen á los pueblos limítrofes, en mal estado, por la escabrosidad del terreno; hay otro mejor, que conduce á Molina, en donde se recibe y despacha el correo. prod.: trigo comun, centeno, cebada, avena, guijas, lentejas, yeros, patatas, leñas de combustible y yerbas de pasto con las que se mantiene ganado lanar entrefino, y vacuno; hay caza de liebres, conejos y perdices. ind.: la agrícola y recriacion de ganados, un tegedor de paños ordinarios; algunos vecinos se dedican á la arrieria y otros emigran en los inviernos á las Andalucias á trabajar en los molinos de aceite. pobl.: 52 vec, 216 alm. cap. prod.: 1.690.000 rs. imp.: 67,600. contr.: 2,828.
(Madoz, 1849, p. 25)

## Demografía
Tordellego cuenta con una población de 40 habitantes (INE 2024).
| Gráfica de evolución demográfica de Tordellego entre 1842 y 2021                                                    |
| |
| Población de derecho según los censos de población del INE Población de hecho según los censos de población del INE |

| 94            | 78 | 74 | 62 | 63 | 56 |
| (Fuente: INE) |    |    |    |    |    |